# Weare, England
Weare är en ort och civil parish i Storbritannien.   Den ligger i grevskapet Somerset och riksdelen England, i den södra delen av landet, 190 km väster om huvudstaden London. Weare ligger 11 meter över havet och antalet invånare är 658.
Terrängen runt Weare är platt åt sydväst, men åt nordost är den kuperad. Runt Weare är det ganska tätbefolkat, med 144 invånare per kvadratkilometer. Trakten runt Weare består i huvudsak av gräsmarker.